# Llista d'ocells d'Àfrica
Aquesta llista d'ocells d'Àfrica inclou totes les espècies d'ocells trobats a Àfrica.
Els ocells s'ordenen per famílies i espècies.

## Struthionidae
- Struthio camelus

## Spheniscidae
- Aptenodytes patagonicus
- Pygoscelis papua
- Eudyptes chrysocome
- Eudyptes chrysolophus
- Spheniscus demersus

## Gaviidae
- Gavia stellata
- Gavia arctica
- Gavia immer

## Podicipedidae
- Tachybaptus ruficollis
- Podilymbus podiceps
- Podiceps grisegena
- Podiceps cristatus
- Podiceps auritus
- Podiceps nigricollis

## Diomedeidae
- Diomedea exulans
- Diomedea epomophora
- Phoebastria immutabilis
- Thalassarche chrysostoma
- Thalassarche melanophris
- Thalassarche bulleri
- Thalassarche cauta
- Thalassarche chlororhynchos
- Phoebetria fusca
- Phoebetria palpebrata

## Procellariidae
- Macronectes giganteus
- Macronectes halli
- Fulmarus glacialis
- Fulmarus glacialoides
- Thalassoica antarctica
- Daption capense
- Pterodroma macroptera
- Pterodroma lessonii
- Pterodroma incerta
- Pterodroma mollis
- Pterodroma feae
- Halobaena caerulea
- Pachyptila vittata
- Pachyptila salvini
- Pachyptila desolata
- Pachyptila belcheri
- Pachyptila turtur
- Bulweria bulwerii
- Bulweria fallax
- Procellaria cinerea
- Procellaria aequinoctialis
- Aphrodroma brevirostris
- Calonectris leucomelas
- Calonectris diomedea
- Calonectris edwardsii
- Puffinus carneipes
- Puffinus gravis
- Puffinus pacificus
- Puffinus griseus
- Puffinus puffinus
- Puffinus mauretanicus
- Puffinus yelkouan
- Puffinus assimilis
- Puffinus lherminieri
- Puffinus persicus

## Hydrobatidae
- Oceanites oceanicus
- Pelagodroma marina
- Fregetta tropica
- Fregetta grallaria
- Hydrobates pelagicus
- Oceanodroma castro
- Oceanodroma leucorhoa
- Oceanodroma monorhis
- Oceanodroma matsudairae

## Phaethontidae
- Phaethon aethereus
- Phaethon rubricauda
- Phaethon lepturus

## Pelecanidae
- Pelecanus onocrotalus
- Pelecanus rufescens
- Pelecanus crispus

## Sulidae
- Morus bassanus
- Morus capensis
- Morus serrator
- Sula dactylatra
- Sula sula
- Sula leucogaster

## Phalacrocoracidae
- Phalacrocorax carbo
- Phalacrocorax capensis
- Phalacrocorax nigrogularis
- Phalacrocorax neglectus
- Phalacrocorax aristotelis
- Phalacrocorax africanus
- Phalacrocorax coronatus
- Phalacrocorax pygmaeus

## Anhingidae
- Anhinga melanogaster

## Fregatidae
- Fregata magnificens
- Fregata minor
- Fregata ariel

## Ardeidae
- Ardea cinerea
- Ardea herodias
- Ardea melanocephala
- Ardea goliath
- Ardea purpurea
- Ardea alba
- Egretta vinaceigula
- Egretta ardesiaca
- Egretta intermedia
- Egretta caerulea
- Egretta garzetta
- Egretta gularis
- Ardeola ralloides
- Ardeola grayii
- Ardeola idae
- Ardeola rufiventris
- Bubulcus ibis
- Butorides striata
- Nycticorax nycticorax
- Gorsachius leuconotus
- Tigriornis leucolopha
- Ixobrychus minutus
- Ixobrychus sturmii
- Botaurus lentiginosus
- Botaurus stellaris

## Scopidae
- Scopus umbretta

## Ciconiidae
- Mycteria ibis
- Anastomus lamelligerus
- Ciconia nigra
- Ciconia abdimii
- Ciconia episcopus
- Ciconia ciconia
- Ephippiorhynchus senegalensis
- Leptoptilos crumeniferus

## Balaenicipitidae
- Balaeniceps rex

## Threskiornithidae
- Threskiornis aethiopicus
- Geronticus eremita
- Geronticus calvus
- Bostrychia olivacea
- Bostrychia rara
- Bostrychia hagedash
- Bostrychia carunculata
- Plegadis falcinellus
- Platalea leucorodia
- Platalea alba

## Phoenicopteridae
- Phoenicopterus roseus
- Phoenicopterus minor

## Anatidae
- Dendrocygna bicolor
- Dendrocygna viduata
- Thalassornis leuconotus
- Cygnus olor
- Cygnus cygnus
- Cygnus columbianus
- Anser fabalis
- Anser brachyrhynchus
- Anser albifrons
- Anser erythropus
- Anser anser
- Chen caerulescens
- Branta leucopsis
- Branta bernicla
- Branta ruficollis
- Cyanochen cyanoptera
- Alopochen aegyptiaca
- Tadorna ferruginea
- Tadorna cana
- Tadorna tadorna
- Plectropterus gambensis
- Sarkidiornis melanotos
- Pteronetta hartlaubii
- Nettapus coromandelianus
- Nettapus auritus
- Aix sponsa
- Aix galericulata
- Anas sparsa
- Anas penelope
- Anas americana
- Anas strepera
- Anas carolinensis
- Anas crecca
- Anas capensis
- Anas platyrhynchos
- Anas undulata
- Anas acuta
- Anas erythrorhyncha
- Anas hottentota
- Anas querquedula
- Anas discors
- Anas smithii
- Anas clypeata
- Marmaronetta angustirostris
- Netta rufina
- Netta erythrophthalma
- Aythya ferina
- Aythya collaris
- Aythya nyroca
- Aythya fuligula
- Aythya marila
- Aythya affinis
- Melanitta nigra
- Melanitta fusca
- Bucephala clangula
- Mergellus albellus
- Mergus serrator
- Mergus merganser
- Oxyura jamaicensis
- Oxyura leucocephala
- Oxyura maccoa

## Pandionidae
- Pandion haliaetus

## Accipitridae
- Aviceda cuculoides
- Pernis apivorus
- Pernis ptilorhynchus
- Macheiramphus alcinus
- Elanus caeruleus
- Chelictinia riocourii
- Milvus milvus
- Milvus migrans
- Haliaeetus vocifer
- Haliaeetus albicilla
- Gypohierax angolensis
- Necrosyrtes monachus
- Gypaetus barbatus
- Neophron percnopterus
- Gyps africanus
- Gyps rueppellii
- Gyps fulvus
- Gyps coprotheres
- Aegypius monachus
- Torgos tracheliotus
- Trigonoceps occipitalis
- Circaetus gallicus
- Circaetus beaudouini
- Circaetus pectoralis
- Circaetus cinereus
- Circaetus fasciolatus
- Circaetus cinerascens
- Terathopius ecaudatus
- Dryotriorchis spectabilis
- Circus aeruginosus
- Circus ranivorus
- Circus maurus
- Circus cyaneus
- Circus macrourus
- Circus pygargus
- Polyboroides typus
- Kaupifalco monogrammicus
- Melierax metabates
- Melierax poliopterus
- Melierax canorus
- Micronisus gabar
- Accipiter toussenelii
- Accipiter tachiro
- Accipiter castanilius
- Accipiter badius
- Accipiter brevipes
- Accipiter erythropus
- Accipiter minullus
- Accipiter ovampensis
- Accipiter nisus
- Accipiter rufiventris
- Accipiter melanoleucus
- Accipiter gentilis
- Urotriorchis macrourus
- Butastur rufipennis
- Buteo buteo
- Buteo oreophilus
- Buteo rufinus
- Buteo lagopus
- Buteo auguralis
- Buteo augur
- Buteo archeri
- Buteo rufofuscus
- Aquila pomarina
- Aquila clanga
- Aquila rapax
- Aquila nipalensis
- Aquila adalberti
- Aquila heliaca
- Aquila wahlbergi
- Aquila chrysaetos
- Aquila verreauxii
- Aquila fasciatus
- Aquila spilogaster
- Aquila pennatus
- Aquila ayresii
- Polemaetus bellicosus
- Lophaetus occipitalis
- Spizaetus africanus
- Stephanoaetus coronatus

## Sagittariidae
- Sagittarius serpentarius

## Falconidae
- Polihierax semitorquatus
- Falco naumanni
- Falco tinnunculus
- Falco rupicoloides
- Falco alopex
- Falco ardosiaceus
- Falco dickinsoni
- Falco chicquera
- Falco vespertinus
- Falco amurensis
- Falco eleonorae
- Falco concolor
- Falco columbarius
- Falco subbuteo
- Falco cuvierii
- Falco biarmicus
- Falco cherrug
- Falco pelegrinoides
- Falco fasciinucha
- Falco peregrinus

## Phasianidae
- Alectoris chukar
- Alectoris barbara
- Alectoris rufa
- Ammoperdix heyi
- Francolinus coqui
- Francolinus albogularis
- Francolinus schlegelii
- Francolinus lathami
- Francolinus sephaena
- Francolinus streptophorus
- Francolinus finschi
- Francolinus levaillantii
- Francolinus africanus
- Francolinus psilolaemus
- Francolinus shelleyi
- Francolinus levaillantoides
- Francolinus squamatus
- Francolinus ahantensis
- Francolinus griseostriatus
- Francolinus nahani
- Francolinus hartlaubi
- Francolinus bicalcaratus
- Francolinus icterorhynchus
- Francolinus clappertoni
- Francolinus harwoodi
- Francolinus adspersus
- Francolinus capensis
- Francolinus natalensis
- Francolinus hildebrandti
- Francolinus leucoscepus
- Francolinus rufopictus
- Francolinus afer
- Francolinus swainsonii
- Francolinus jacksoni
- Francolinus nobilis
- Francolinus camerunensis
- Francolinus swierstrai
- Francolinus castaneicollis
- Francolinus erckelii
- Francolinus ochropectus
- Coturnix coturnix
- Coturnix delegorguei
- Coturnix adansonii
- Xenoperdix udzungwensis
- Ptilopachus petrosus
- Phasianus colchicus
- Afropavo congensis

## Numididae
- Agelastes meleagrides
- Agelastes niger
- Numida meleagris
- Guttera plumifera
- Guttera pucherani
- Acryllium vulturinum

## Turnicidae
- Turnix sylvaticus
- Turnix hottentottus
- Ortyxelos meiffrenii

## Gruidae
- Balearica regulorum
- Balearica pavonina
- Anthropoides virgo
- Anthropoides paradiseus
- Bugeranus carunculatus
- Grus grus

## Rallidae
- Sarothrura pulchra
- Sarothrura elegans
- Sarothrura rufa
- Sarothrura lugens
- Sarothrura boehmi
- Sarothrura affinis
- Sarothrura ayresi
- Himantornis haematopus
- Canirallus oculeus
- Rallus aquaticus
- Rallus caerulescens
- Crecopsis egregia
- Crex crex
- Rougetius rougetii
- Amaurornis flavirostra
- Porzana parva
- Porzana pusilla
- Porzana porzana
- Porzana carolina
- Aenigmatolimnas marginalis
- Porphyrio porphyrio
- Porphyrio alleni
- Porphyrio martinica
- Gallinula chloropus
- Gallinula angulata
- Fulica cristata
- Fulica atra

## Heliornithidae
- Podica senegalensis

## Otididae
- Otis tarda
- Ardeotis arabs
- Ardeotis kori
- Chlamydotis undulata
- Chlamydotis macqueenii
- Neotis ludwigii
- Neotis denhami
- Neotis heuglinii
- Neotis nuba
- Eupodotis senegalensis
- Eupodotis caerulescens
- Eupodotis vigorsii
- Eupodotis rueppellii
- Eupodotis humilis
- Eupodotis savilei
- Eupodotis gindiana
- Eupodotis ruficrista
- Eupodotis afra
- Eupodotis afraoides
- Lissotis melanogaster
- Lissotis hartlaubii
- Tetrax tetrax

## Jacanidae
- Microparra capensis
- Actophilornis africanus
- Hydrophasianus chirurgus

## Rostratulidae
- Rostratula benghalensis

## Dromadidae
- Dromas ardeola

## Haematopodidae
- Haematopus moquini
- Haematopus ostralegus

## Recurvirostridae
- Himantopus himantopus
- Recurvirostra avosetta

## Burhinidae
- Burhinus vermiculatus
- Burhinus oedicnemus
- Burhinus senegalensis
- Burhinus capensis

## Glareolidae
- Pluvianus aegyptius
- Cursorius cursor
- Cursorius rufus
- Cursorius temminckii
- Smutsornis africanus
- Rhinoptilus cinctus
- Rhinoptilus chalcopterus
- Glareola pratincola
- Glareola maldivarum
- Glareola nordmanni
- Glareola ocularis
- Glareola nuchalis
- Glareola cinerea

## Charadriidae
- Vanellus vanellus
- Vanellus crassirostris
- Vanellus armatus
- Vanellus spinosus
- Vanellus tectus
- Vanellus albiceps
- Vanellus lugubris
- Vanellus melanopterus
- Vanellus coronatus
- Vanellus senegallus
- Vanellus melanocephalus
- Vanellus superciliosus
- Vanellus gregarius
- Vanellus leucurus
- Pluvialis fulva
- Pluvialis dominica
- Pluvialis apricaria
- Pluvialis squatarola
- Charadrius hiaticula
- Charadrius dubius
- Charadrius pecuarius
- Charadrius tricollaris
- Charadrius forbesi
- Charadrius marginatus
- Charadrius pallidus
- Charadrius alexandrinus
- Charadrius mongolus
- Charadrius leschenaultii
- Charadrius asiaticus
- Charadrius morinellus

## Scolopacidae
- Scolopax rusticola
- Lymnocryptes minimus
- Gallinago stenura
- Gallinago nigripennis
- Gallinago media
- Gallinago gallinago
- Limnodromus griseus
- Limnodromus scolopaceus
- Limosa limosa
- Limosa haemastica
- Limosa lapponica
- Numenius phaeopus
- Numenius tenuirostris
- Numenius arquata
- Bartramia longicauda
- Tringa erythropus
- Tringa totanus
- Tringa stagnatilis
- Tringa nebularia
- Tringa flavipes
- Tringa ochropus
- Tringa solitaria
- Tringa glareola
- Xenus cinereus
- Actitis hypoleucos
- Actitis macularius
- Arenaria interpres
- Calidris tenuirostris
- Calidris canutus
- Calidris alba
- Calidris pusilla
- Calidris mauri
- Calidris ruficollis
- Calidris minuta
- Calidris temminckii
- Calidris subminuta
- Calidris fuscicollis
- Calidris bairdii
- Calidris melanotos
- Calidris ferruginea
- Calidris alpina
- Calidris maritima
- Calidris himantopus
- Limicola falcinellus
- Tryngites subruficollis
- Philomachus pugnax
- Phalaropus tricolor
- Phalaropus lobatus
- Phalaropus fulicarius

## Chionididae
- Chionis albus

## Stercorariidae
- Stercorarius maccormicki
- Stercorarius antarcticus
- Stercorarius skua
- Stercorarius pomarinus
- Stercorarius parasiticus
- Stercorarius longicaudus

- Larus leucophthalmus
- Larus hemprichii
- Larus canus
- Larus audouinii
- Larus delawarensis
- Larus dominicanus
- Larus marinus
- Larus glaucescens
- Larus hyperboreus
- Larus glaucoides
- Larus argentatus
- Larus fuscus
- Larus heuglini
- Larus cachinnans
- Larus armenicus
- Larus barabensis
- Larus michahellis
- Larus ichthyaetus
- Larus cirrocephalus
- Larus hartlaubii
- Larus ridibundus
- Larus genei
- Larus philadelphia
- Larus melanocephalus
- Larus atricilla
- Larus pipixcan
- Larus minutus
- Xema sabini
- Rissa tridactyla

## Sternidae
- Gelochelidon nilotica
- Hydroprogne caspia
- Sterna bengalensis
- Sterna sandvicensis
- Sterna maxima
- Sterna bergii
- Sterna dougallii
- Sterna sumatrana
- Sterna hirundo
- Sterna paradisaea
- Sterna vittata
- Sterna balaenarum
- Sterna repressa
- Sternula albifrons
- Sternula saundersi
- Onychoprion anaethetus
- Onychoprion fuscata
- Chlidonias hybrida
- Chlidonias leucopterus
- Chlidonias niger
- Anous tenuirostris
- Anous minutus
- Anous stolidus

## Rynchopidae
- Rynchops flavirostris

## Alcidae
- Alle alle
- Uria aalge
- Alca torda
- Fratercula arctica

## Pteroclididae
- Pterocles alchata
- Pterocles namaqua
- Pterocles exustus
- Pterocles senegallus
- Pterocles orientalis
- Pterocles gutturalis
- Pterocles coronatus
- Pterocles decoratus
- Pterocles lichtensteinii
- Pterocles bicinctus
- Pterocles quadricinctus
- Pterocles burchelli

## Columbidae
- Columba livia
- Columba guinea
- Columba albitorques
- Columba oenas
- Columba oliviae
- Columba palumbus
- Columba bollii
- Columba unicincta
- Columba junoniae
- Columba arquatrix
- Columba sjostedti
- Columba thomensis
- Columba albinucha
- Columba delegorguei
- Columba iriditorques
- Columba malherbii
- Columba larvata
- Columba simplex
- Streptopelia turtur
- Streptopelia lugens
- Streptopelia hypopyrrha
- Streptopelia decaocto
- Streptopelia roseogrisea
- Streptopelia reichenowi
- Streptopelia decipiens
- Streptopelia semitorquata
- Streptopelia capicola
- Streptopelia vinacea
- Streptopelia senegalensis
- Turtur chalcospilos
- Turtur abyssinicus
- Turtur afer
- Turtur tympanistria
- Turtur brehmeri
- Oena capensis
- Treron waalia
- Treron pembaensis
- Treron sanctithomae
- Treron calvus

## Psittacidae
- Psittacula krameri
- Agapornis pullarius
- Agapornis taranta
- Agapornis swindernianus
- Agapornis roseicollis
- Agapornis fischeri
- Agapornis personatus
- Agapornis lilianae
- Agapornis nigrigenis
- Psittacus erithacus
- Poicephalus robustus
- Poicephalus gulielmi
- Poicephalus meyeri
- Poicephalus rueppellii
- Poicephalus cryptoxanthus
- Poicephalus crassus
- Poicephalus rufiventris
- Poicephalus senegalus
- Poicephalus flavifrons

## Musophagidae
- Corythaeola cristata
- Tauraco persa
- Tauraco livingstonii
- Tauraco schalowi
- Tauraco corythaix
- Tauraco schuettii
- Tauraco leucolophus
- Tauraco fischeri
- Tauraco macrorhynchus
- Tauraco bannermani
- Tauraco erythrolophus
- Tauraco hartlaubi
- Tauraco leucotis
- Tauraco ruspolii
- Tauraco porphyreolophus
- Ruwenzorornis johnstoni
- Musophaga violacea
- Musophaga rossae
- Corythaixoides personatus
- Corythaixoides concolor
- Corythaixoides leucogaster
- Crinifer piscator
- Crinifer zonurus

## Cuculidae
- Clamator jacobinus
- Clamator levaillantii
- Clamator glandarius
- Pachycoccyx audeberti
- Cuculus solitarius
- Cuculus clamosus
- Cuculus canorus
- Cuculus gularis
- Cuculus poliocephalus
- Cuculus rochii
- Cercococcyx mechowi
- Cercococcyx olivinus
- Cercococcyx montanus
- Chrysococcyx flavigularis
- Chrysococcyx klaas
- Chrysococcyx cupreus
- Chrysococcyx caprius
- Ceuthmochares aereus
- Centropus grillii
- Centropus leucogaster
- Centropus anselli
- Centropus monachus
- Centropus cupreicaudus
- Centropus senegalensis
- Centropus superciliosus
- Coccyzus americanus

## Tytonidae
- Tyto capensis
- Tyto alba

## Strigidae
- Phodilus prigoginei
- Otus icterorhynchus
- Otus ireneae
- Otus brucei
- Otus senegalensis
- Otus scops
- Otus pembaensis
- Otus hartlaubi
- Ptilopsis leucotis
- Ptilopsis granti
- Bubo bubo
- Bubo ascalaphus
- Bubo capensis
- Bubo africanus
- Bubo cinerascens
- Bubo poensis
- Bubo vosseleri
- Bubo shelleyi
- Bubo lacteus
- Bubo leucostictus
- Scotopelia peli
- Scotopelia ussheri
- Scotopelia bouvieri
- Strix aluco
- Strix butleri
- Strix woodfordii
- Jubula lettii
- Surnia ulula
- Glaucidium perlatum
- Glaucidium tephronotum
- Glaucidium sjostedti
- Glaucidium capense
- Glaucidium castaneum
- Glaucidium albertinum
- Athene noctua
- Asio otus
- Asio abyssinicus
- Asio flammeus
- Asio capensis

## Caprimulgidae
- Caprimulgus binotatus
- Caprimulgus ruficollis
- Caprimulgus europaeus
- Caprimulgus fraenatus
- Caprimulgus rufigena
- Caprimulgus aegyptius
- Caprimulgus nubicus
- Caprimulgus eximius
- Caprimulgus donaldsoni
- Caprimulgus nigriscapularis
- Caprimulgus pectoralis
- Caprimulgus poliocephalus
- Caprimulgus ruwenzorii
- Caprimulgus natalensis
- Caprimulgus inornatus
- Caprimulgus stellatus
- Caprimulgus solala
- Caprimulgus tristigma
- Caprimulgus prigoginei
- Caprimulgus batesi
- Caprimulgus climacurus
- Caprimulgus clarus
- Caprimulgus fossii
- Macrodipteryx vexillarius
- Macrodipteryx longipennis

## Apodidae
- Schoutedenapus myoptilus
- Schoutedenapus schoutedeni
- Zoonavena thomensis
- Telacanthura ussheri
- Telacanthura melanopygia
- Rhaphidura sabini
- Neafrapus cassini
- Neafrapus boehmi
- Chaetura pelagica
- Cypsiurus parvus
- Tachymarptis melba
- Tachymarptis aequatorialis
- Apus apus
- Apus unicolor
- Apus niansae
- Apus pallidus
- Apus barbatus
- Apus berliozi
- Apus bradfieldi
- Apus affinis
- Apus horus
- Apus caffer
- Apus batesi

## Coliidae
- Colius striatus
- Colius leucocephalus
- Colius castanotus
- Colius colius
- Urocolius macrourus
- Urocolius indicus

## Trogonidae
- Apaloderma narina
- Apaloderma aequatoriale
- Apaloderma vittatum

## Alcedinidae
- Alcedo atthis
- Alcedo semitorquata
- Alcedo quadribrachys
- Alcedo cristata
- Alcedo leucogaster
- Ispidina picta
- Ispidina lecontei
- Halcyon badia
- Halcyon smyrnensis
- Halcyon leucocephala
- Halcyon senegalensis
- Halcyon senegaloides
- Halcyon malimbica
- Halcyon albiventris
- Halcyon chelicuti
- Todiramphus chloris
- Megaceryle maximus
- Ceryle rudis

## Meropidae
- Merops gularis
- Merops muelleri
- Merops bulocki
- Merops bullockoides
- Merops pusillus
- Merops variegatus
- Merops oreobates
- Merops hirundineus
- Merops breweri
- Merops revoilii
- Merops albicollis
- Merops orientalis
- Merops boehmi
- Merops persicus
- Merops superciliosus
- Merops apiaster
- Merops malimbicus
- Merops nubicus
- Merops nubicoides

## Coraciidae
- Coracias garrulus
- Coracias abyssinicus
- Coracias caudatus
- Coracias spatulatus
- Coracias naevius
- Coracias benghalensis
- Coracias cyanogaster
- Eurystomus glaucurus
- Eurystomus gularis

## Upupidae
- Upupa epops

## Phoeniculidae
- Phoeniculus purpureus
- Phoeniculus damarensis
- Phoeniculus somaliensis
- Phoeniculus bollei
- Phoeniculus castaneiceps
- Rhinopomastus aterrimus
- Rhinopomastus cyanomelas
- Rhinopomastus minor

## Bucerotidae
- Tockus albocristatus
- Tockus hartlaubi
- Tockus camurus
- Tockus monteiri
- Tockus erythrorhynchus
- Tockus flavirostris
- Tockus leucomelas
- Tockus jacksoni
- Tockus deckeni
- Tockus alboterminatus
- Tockus bradfieldi
- Tockus fasciatus
- Tockus hemprichii
- Tockus nasutus
- Tockus pallidirostris
- Ceratogymna bucinator
- Ceratogymna fistulator
- Ceratogymna brevis
- Ceratogymna subcylindrica
- Ceratogymna cylindrica
- Ceratogymna albotibialis
- Ceratogymna atrata
- Ceratogymna elata
- Bucorvus abyssinicus
- Bucorvus leadbeateri

## Capitonidae
- Gymnobucco calvus
- Gymnobucco peli
- Gymnobucco sladeni
- Gymnobucco bonapartei
- Stactolaema leucotis
- Stactolaema anchietae
- Stactolaema whytii
- Stactolaema olivacea
- Pogoniulus scolopaceus
- Pogoniulus coryphaeus
- Pogoniulus leucomystax
- Pogoniulus simplex
- Pogoniulus atroflavus
- Pogoniulus subsulphureus
- Pogoniulus bilineatus
- Pogoniulus chrysoconus
- Pogoniulus pusillus
- Buccanodon duchaillui
- Tricholaema hirsuta
- Tricholaema diademata
- Tricholaema frontata
- Tricholaema leucomelas
- Tricholaema lachrymosa
- Tricholaema melanocephala
- Lybius undatus
- Lybius vieilloti
- Lybius leucocephalus
- Lybius chaplini
- Lybius rubrifacies
- Lybius guifsobalito
- Lybius torquatus
- Lybius melanopterus
- Lybius minor
- Lybius bidentatus
- Lybius dubius
- Lybius rolleti
- Trachyphonus purpuratus
- Trachyphonus vaillantii
- Trachyphonus margaritatus
- Trachyphonus erythrocephalus
- Trachyphonus darnaudii

## Indicatoridae
- Indicator maculatus
- Indicator variegatus
- Indicator indicator
- Indicator minor
- Indicator conirostris
- Indicator willcocksi
- Indicator exilis
- Indicator pumilio
- Indicator meliphilus
- Melichneutes robustus
- Melignomon eisentrauti
- Melignomon zenkeri
- Prodotiscus insignis
- Prodotiscus zambesiae
- Prodotiscus regulus

## Picidae
- Jynx torquilla
- Jynx ruficollis
- Sasia africana
- Campethera punctuligera
- Campethera nubica
- Campethera bennettii
- Campethera scriptoricauda
- Campethera abingoni
- Campethera mombassica
- Campethera notata
- Campethera maculosa
- Campethera cailliautii
- Campethera tullbergi
- Campethera nivosa
- Campethera caroli
- Geocolaptes olivaceus
- Dendropicos elachus
- Dendropicos poecilolaemus
- Dendropicos abyssinicus
- Dendropicos fuscescens
- Dendropicos gabonensis
- Dendropicos lugubris
- Dendropicos stierlingi
- Dendropicos namaquus
- Dendropicos pyrrhogaster
- Dendropicos xantholophus
- Dendropicos elliotii
- Dendropicos goertae
- Dendropicos spodocephalus
- Dendropicos griseocephalus
- Dendropicos obsoletus
- Dendrocopos minor
- Dendrocopos major
- Dendrocopos syriacus
- Picus vaillantii

## Eurylaimidae
- Smithornis capensis
- Smithornis sharpei
- Smithornis rufolateralis
- Pseudocalyptomena graueri

## Pittidae
- Pitta angolensis
- Pitta reichenowi

## Alaudidae
- Mirafra passerina
- Mirafra cantillans
- Mirafra cheniana
- Mirafra albicauda
- Mirafra cordofanica
- Mirafra williamsi
- Mirafra pulpa
- Mirafra hypermetra
- Mirafra somalica
- Mirafra ashi
- Mirafra angolensis
- Mirafra africana
- Mirafra rufocinnamomea
- Mirafra apiata
- Mirafra fasciolata
- Mirafra collaris
- Mirafra gilletti
- Mirafra degodiensis
- Mirafra rufa
- Calendulauda africanoides
- Calendulauda alopex
- Calendulauda poecilosterna
- Calendulauda erythrochlamys
- Calendulauda albescens
- Calendulauda barlowi
- Calendulauda burra
- Calendulauda sabota
- Pinarocorys erythropygia
- Pinarocorys nigricans
- Heteromirafra archeri
- Heteromirafra sidamoensis
- Heteromirafra ruddi
- Certhilauda curvirostris
- Certhilauda brevirostris
- Certhilauda semitorquata
- Certhilauda subcoronata
- Certhilauda benguelensis
- Certhilauda chuana
- Chersomanes albofasciata
- Chersomanes beesleyi
- Eremopterix australis
- Eremopterix leucotis
- Eremopterix nigriceps
- Eremopterix verticalis
- Eremopterix signatus
- Eremopterix leucopareia
- Ammomanes cinctura
- Ammomanes deserti
- Ammomanopsis grayi
- Alaemon alaudipes
- Alaemon hamertoni
- Ramphocoris clotbey
- Melanocorypha calandra
- Melanocorypha bimaculata
- Calandrella brachydactyla
- Calandrella blanfordi
- Calandrella erlangeri
- Calandrella rufescens
- Calandrella cinerea
- Calandrella somalica
- Spizocorys conirostris
- Spizocorys starki
- Spizocorys fringillaris
- Spizocorys sclateri
- Spizocorys obbiensis
- Spizocorys personata
- Eremalauda dunni
- Chersophilus duponti
- Galerida cristata
- Galerida theklae
- Galerida modesta
- Galerida magnirostris
- Pseudalaemon fremantlii
- Lullula arborea
- Alauda arvensis
- Alauda gulgula
- Eremophila alpestris
- Eremophila bilopha

## Hirundinidae
- Pseudochelidon eurystomina
- Riparia riparia
- Riparia paludicola
- Riparia congica
- Riparia cincta
- Phedina borbonica
- Phedina brazzae
- Petrochelidon perdita
- Petrochelidon preussi
- Petrochelidon rufigula
- Petrochelidon spilodera
- Petrochelidon fuliginosa
- Pseudhirundo griseopyga
- Ptyonoprogne rupestris
- Ptyonoprogne fuligula
- Hirundo rustica
- Hirundo lucida
- Hirundo aethiopica
- Hirundo angolensis
- Hirundo albigularis
- Hirundo smithii
- Hirundo nigrita
- Hirundo nigrorufa
- Hirundo atrocaerulea
- Hirundo leucosoma
- Hirundo megaensis
- Hirundo dimidiata
- Cecropis cucullata
- Cecropis abyssinica
- Cecropis semirufa
- Cecropis senegalensis
- Cecropis daurica
- Delichon urbicum
- Psalidoprocne nitens
- Psalidoprocne fuliginosa
- Psalidoprocne albiceps
- Psalidoprocne pristoptera
- Psalidoprocne obscura

## Motacillidae
- Motacilla alba
- Motacilla aguimp
- Motacilla capensis
- Motacilla citreola
- Motacilla flava
- Motacilla cinerea
- Motacilla clara
- Tmetothylacus tenellus
- Macronyx croceus
- Macronyx fuelleborni
- Macronyx flavicollis
- Macronyx capensis
- Macronyx ameliae
- Macronyx aurantiigula
- Macronyx grimwoodi
- Hemimacronyx sharpei
- Hemimacronyx chloris
- Anthus lineiventris
- Anthus crenatus
- Anthus hoeschi
- Anthus latistriatus
- Anthus leucophrys
- Anthus longicaudatus
- Anthus richardi
- Anthus vaalensis
- Anthus cinnamomeus
- Anthus pallidiventris
- Anthus melindae
- Anthus pseudosimilis
- Anthus campestris
- Anthus similis
- Anthus nyassae
- Anthus berthelotii
- Anthus brachyurus
- Anthus caffer
- Anthus sokokensis
- Anthus trivialis
- Anthus hodgsoni
- Anthus pratensis
- Anthus cervinus
- Anthus petrosus
- Anthus spinoletta
- Anthus rubescens

## Campephagidae
- Coracina pectoralis
- Coracina azurea
- Coracina caesia
- Coracina graueri
- Campephaga petiti
- Campephaga flava
- Campephaga phoenicea
- Campephaga quiscalina
- Campephaga lobata
- Campephaga oriolina

## Pycnonotidae
- Pycnonotus barbatus
- Pycnonotus nigricans
- Pycnonotus capensis
- Pycnonotus xanthopygos
- Andropadus montanus
- Andropadus masukuensis
- Andropadus virens
- Andropadus gracilis
- Andropadus ansorgei
- Andropadus curvirostris
- Andropadus gracilirostris
- Andropadus importunus
- Andropadus latirostris
- Andropadus tephrolaemus
- Andropadus nigriceps
- Andropadus milanjensis
- Calyptocichla serina
- Baeopogon indicator
- Baeopogon clamans
- Ixonotus guttatus
- Chlorocichla simplex
- Chlorocichla flavicollis
- Chlorocichla falkensteini
- Chlorocichla flaviventris
- Chlorocichla laetissima
- Chlorocichla prigoginei
- Thescelocichla leucopleura
- Phyllastrephus scandens
- Phyllastrephus cabanisi
- Phyllastrephus fischeri
- Phyllastrephus terrestris
- Phyllastrephus strepitans
- Phyllastrephus fulviventris
- Phyllastrephus cerviniventris
- Phyllastrephus baumanni
- Phyllastrephus hypochloris
- Phyllastrephus poensis
- Phyllastrephus lorenzi
- Phyllastrephus flavostriatus
- Phyllastrephus poliocephalus
- Phyllastrephus debilis
- Phyllastrephus albigularis
- Phyllastrephus icterinus
- Phyllastrephus leucolepis
- Phyllastrephus xavieri
- Bleda syndactylus
- Bleda eximius
- Bleda notatus
- Bleda canicapillus
- Nicator chloris
- Nicator gularis
- Nicator vireo
- Criniger calurus
- Criniger barbatus
- Criniger chloronotus
- Criniger olivaceus
- Criniger ndussumensis
- Neolestes torquatus

## Regulidae
- Regulus regulus
- Regulus teneriffae
- Regulus ignicapilla

## Bombycillidae
- Bombycilla garrulus

## Hypocoliidae
- Hypocolius ampelinus

## Cinclidae
- Cinclus cinclus

## Troglodytidae
- Troglodytes troglodytes

## Prunellidae
- Prunella collaris
- Prunella modularis

## Turdidae
- Neocossyphus fraseri
- Neocossyphus finschii
- Neocossyphus rufus
- Neocossyphus poensis
- Monticola rupestris
- Monticola explorator
- Monticola brevipes
- Monticola angolensis
- Monticola saxatilis
- Monticola rufocinereus
- Monticola solitarius
- Zoothera piaggiae
- Zoothera tanganjicae
- Zoothera crossleyi
- Zoothera gurneyi
- Zoothera cameronensis
- Zoothera princei
- Zoothera oberlaenderi
- Zoothera guttata
- Psophocichla litsipsirupa
- Turdus olivaceus
- Turdus olivaceofuscus
- Turdus libonyanus
- Turdus pelios
- Turdus tephronotus
- Turdus torquatus
- Turdus merula
- Turdus ruficollis
- Turdus pilaris
- Turdus iliacus
- Turdus philomelos
- Turdus viscivorus
- Alethe poliocephala
- Alethe poliophrys
- Alethe choloensis
- Alethe fuelleborni
- Alethe diademata

## Cisticolidae
- Cisticola erythrops
- Cisticola cantans
- Cisticola lateralis
- Cisticola anonymus
- Cisticola woosnami
- Cisticola bulliens
- Cisticola chubbi
- Cisticola hunteri
- Cisticola bakerorum
- Cisticola nigriloris
- Cisticola aberrans
- Cisticola bodessa
- Cisticola chiniana
- Cisticola cinereolus
- Cisticola ruficeps
- Cisticola dorsti
- Cisticola rufilatus
- Cisticola subruficapilla
- Cisticola lais
- Cisticola restrictus
- Cisticola njombe
- Cisticola galactotes
- Cisticola pipiens
- Cisticola carruthersi
- Cisticola tinniens
- Cisticola robustus
- Cisticola natalensis
- Cisticola fulvicapilla
- Cisticola aberdare
- Cisticola angusticauda
- Cisticola melanurus
- Cisticola brachypterus
- Cisticola rufus
- Cisticola troglodytes
- Cisticola nanus
- Cisticola juncidis
- Cisticola haesitatus
- Cisticola aridulus
- Cisticola textrix
- Cisticola eximius
- Cisticola dambo
- Cisticola brunnescens
- Cisticola cinnamomeus
- Cisticola ayresii
- Incana incanus
- Scotocerca inquieta
- Prinia gracilis
- Prinia subflava
- Prinia somalica
- Prinia fluviatilis
- Prinia flavicans
- Prinia maculosa
- Prinia hypoxantha
- Prinia substriata
- Prinia molleri
- Prinia robertsi
- Prinia bairdii
- Prinia erythroptera
- Schistolais leontica
- Schistolais leucopogon
- Malcorus pectoralis
- Drymocichla incana
- Urolais epichlorus
- Spiloptila clamans
- Apalis pulchra
- Apalis ruwenzorii
- Apalis thoracica
- Apalis nigriceps
- Apalis jacksoni
- Apalis chariessa
- Apalis binotata
- Apalis personata
- Apalis flavida
- Apalis ruddi
- Apalis sharpii
- Apalis rufogularis
- Apalis bamendae
- Apalis goslingi
- Apalis porphyrolaema
- Apalis chapini
- Apalis melanocephala
- Apalis chirindensis
- Apalis cinerea
- Apalis alticola
- Apalis karamojae
- Urorhipis rufifrons
- Hypergerus atriceps
- Eminia lepida
- Camaroptera brachyura
- Camaroptera superciliaris
- Camaroptera chloronota
- Calamonastes undosus
- Calamonastes simplex
- Calamonastes fasciolatus
- Euryptila subcinnamomea

## Sylviidae
- Cettia cetti
- Bradypterus baboecala
- Bradypterus grandis
- Bradypterus carpalis
- Bradypterus graueri
- Bradypterus alfredi
- Bradypterus sylvaticus
- Bradypterus lopezi
- Bradypterus barratti
- Bradypterus bangwaensis
- Bradypterus cinnamomeus
- Bradypterus victorini
- Bathmocercus cerviniventris
- Bathmocercus rufus
- Sceptomycter winifredae
- Melocichla mentalis
- Sphenoeacus afer
- Locustella naevia
- Locustella fluviatilis
- Locustella luscinioides
- Acrocephalus melanopogon
- Acrocephalus paludicola
- Acrocephalus schoenobaenus
- Acrocephalus scirpaceus
- Acrocephalus baeticatus
- Acrocephalus palustris
- Acrocephalus arundinaceus
- Acrocephalus stentoreus
- Acrocephalus griseldis
- Acrocephalus rufescens
- Acrocephalus gracilirostris
- Acrocephalus aedon
- Hippolais caligata
- Hippolais pallida
- Hippolais opaca
- Hippolais languida
- Hippolais olivetorum
- Hippolais polyglotta
- Hippolais icterina
- Chloropeta natalensis
- Chloropeta similis
- Chloropeta gracilirostris
- Phyllolais pulchella
- Orthotomus metopias
- Orthotomus moreaui
- Poliolais lopezi
- Graueria vittata
- Eremomela salvadorii
- Eremomela flavicrissalis
- Eremomela icteropygialis
- Eremomela pusilla
- Eremomela canescens
- Eremomela scotops
- Eremomela gregalis
- Eremomela badiceps
- Eremomela turneri
- Eremomela atricollis
- Eremomela usticollis
- Sylvietta virens
- Sylvietta denti
- Sylvietta leucophrys
- Sylvietta brachyura
- Sylvietta philippae
- Sylvietta ruficapilla
- Sylvietta whytii
- Sylvietta isabellina
- Sylvietta rufescens
- Hemitesia neumanni
- Macrosphenus kempi
- Macrosphenus flavicans
- Macrosphenus concolor
- Macrosphenus pulitzeri
- Macrosphenus kretschmeri
- Amaurocichla bocagei
- Hylia prasina
- Phylloscopus laetus
- Phylloscopus laurae
- Phylloscopus ruficapilla
- Phylloscopus budongoensis
- Phylloscopus umbrovirens
- Phylloscopus herberti
- Phylloscopus trochilus
- Phylloscopus canariensis
- Phylloscopus collybita
- Phylloscopus ibericus
- Phylloscopus bonelli
- Phylloscopus orientalis
- Phylloscopus sibilatrix
- Phylloscopus fuscatus
- Phylloscopus proregulus
- Phylloscopus inornatus
- Phylloscopus humei
- Hyliota flavigaster
- Hyliota australis
- Hyliota usambarae
- Hyliota violacea
- Schoenicola brevirostris
- Sylvia atricapilla
- Sylvia borin
- Sylvia communis
- Sylvia curruca
- Sylvia nana
- Sylvia deserti
- Sylvia nisoria
- Sylvia hortensis
- Sylvia crassirostris
- Sylvia leucomelaena
- Sylvia rueppelli
- Sylvia cantillans
- Sylvia melanocephala
- Sylvia melanothorax
- Sylvia mystacea
- Sylvia conspicillata
- Sylvia deserticola
- Sylvia undata
- Sylvia sarda
- Parisoma layardi
- Parisoma subcaeruleum
- Parisoma lugens
- Parisoma boehmi

## Muscicapidae
- Empidornis semipartitus
- Bradornis pallidus
- Bradornis infuscatus
- Bradornis mariquensis
- Bradornis microrhynchus
- Melaenornis brunneus
- Melaenornis fischeri
- Melaenornis chocolatinus
- Melaenornis edolioides
- Melaenornis pammelaina
- Melaenornis ardesiacus
- Melaenornis annamarulae
- Fraseria ocreata
- Fraseria cinerascens
- Sigelus silens
- Muscicapa striata
- Muscicapa gambagae
- Muscicapa ussheri
- Muscicapa infuscata
- Muscicapa boehmi
- Muscicapa aquatica
- Muscicapa olivascens
- Muscicapa lendu
- Muscicapa adusta
- Muscicapa epulata
- Muscicapa sethsmithi
- Muscicapa comitata
- Muscicapa tessmanni
- Muscicapa cassini
- Muscicapa caerulescens
- Myioparus griseigularis
- Myioparus plumbeus
- Stenostira scita
- Ficedula hypoleuca
- Ficedula speculigera
- Ficedula albicollis
- Ficedula semitorquata
- Ficedula parva
- Ficedula albicilla
- Horizorhinus dohrni
- Pogonocichla stellata
- Swynnertonia swynnertoni
- Stiphrornis erythrothorax
- Sheppardia bocagei
- Sheppardia cyornithopsis
- Sheppardia aequatorialis
- Sheppardia sharpei
- Sheppardia gunningi
- Sheppardia gabela
- Sheppardia montana
- Sheppardia lowei
- Sheppardia aurantiithorax
- Erithacus rubecula
- Luscinia luscinia
- Luscinia megarhynchos
- Luscinia calliope
- Luscinia svecica
- Irania gutturalis
- Cossyphicula roberti
- Cossypha isabellae
- Cossypha archeri
- Cossypha anomala
- Cossypha caffra
- Cossypha humeralis
- Cossypha cyanocampter
- Cossypha polioptera
- Cossypha semirufa
- Cossypha heuglini
- Cossypha natalensis
- Cossypha dichroa
- Cossypha heinrichi
- Cossypha niveicapilla
- Cossypha albicapilla
- Xenocopsychus ansorgei
- Cichladusa arquata
- Cichladusa ruficauda
- Cichladusa guttata
- Cercotrichas leucosticta
- Cercotrichas quadrivirgata
- Cercotrichas barbata
- Cercotrichas signata
- Cercotrichas hartlaubi
- Cercotrichas leucophrys
- Cercotrichas galactotes
- Cercotrichas paena
- Cercotrichas minor
- Cercotrichas coryphaeus
- Cercotrichas podobe
- Namibornis herero
- Phoenicurus ochruros
- Phoenicurus phoenicurus
- Phoenicurus moussieri
- Phoenicurus erythrogastrus
- Saxicola rubetra
- Saxicola dacotiae
- Saxicola rubicola
- Saxicola torquatus
- Saxicola bifasciatus
- Oenanthe leucopyga
- Oenanthe monacha
- Oenanthe leucura
- Oenanthe monticola
- Oenanthe phillipsi
- Oenanthe oenanthe
- Oenanthe lugens
- Oenanthe finschii
- Oenanthe moesta
- Oenanthe pleschanka
- Oenanthe cypriaca
- Oenanthe hispanica
- Oenanthe xanthoprymna
- Oenanthe deserti
- Oenanthe pileata
- Oenanthe isabellina
- Oenanthe bottae
- Oenanthe heuglini
- Cercomela sinuata
- Cercomela schlegelii
- Cercomela tractrac
- Cercomela familiaris
- Cercomela scotocerca
- Cercomela dubia
- Cercomela melanura
- Cercomela sordida
- Myrmecocichla tholloni
- Myrmecocichla aethiops
- Myrmecocichla formicivora
- Myrmecocichla nigra
- Myrmecocichla melaena
- Myrmecocichla albifrons
- Myrmecocichla arnotti
- Thamnolaea cinnamomeiventris
- Thamnolaea semirufa
- Pinarornis plumosus

## Platysteiridae
- Megabyas flammulatus
- Bias musicus
- Platysteira cyanea
- Platysteira albifrons
- Platysteira peltata
- Platysteira laticincta
- Platysteira castanea
- Platysteira tonsa
- Platysteira blissetti
- Platysteira chalybea
- Platysteira jamesoni
- Platysteira concreta
- Batis margaritae
- Batis mixta
- Batis diops
- Batis capensis
- Batis fratrum
- Batis molitor
- Batis soror
- Batis pririt
- Batis senegalensis
- Batis orientalis
- Batis minor
- Batis perkeo
- Batis minima
- Batis ituriensis
- Batis poensis
- Batis occulta
- Batis minulla
- Lanioturdus torquatus

## Monarchidae
- Erythrocercus mccallii
- Erythrocercus holochlorus
- Erythrocercus livingstonei
- Elminia longicauda
- Elminia albicauda
- Elminia nigromitrata
- Elminia albiventris
- Elminia albonotata
- Trochocercus nitens
- Trochocercus cyanomelas
- Terpsiphone rufiventer
- Terpsiphone bedfordi
- Terpsiphone rufocinerea
- Terpsiphone batesi
- Terpsiphone viridis
- Terpsiphone atrochalybeia

## Picathartidae
- Picathartes gymnocephalus
- Picathartes oreas

## Timaliidae
- Modulatrix stictigula
- Arcanator orostruthus
- Chaetops pycnopygius
- Chaetops frenatus
- Chaetops aurantius
- Illadopsis cleaveri
- Illadopsis albipectus
- Illadopsis rufescens
- Illadopsis puveli
- Illadopsis rufipennis
- Illadopsis fulvescens
- Illadopsis pyrrhoptera
- Pseudoalcippe abyssinica
- Kakamega poliothorax
- Ptyrticus turdinus
- Turdoides squamiceps
- Turdoides fulva
- Turdoides aylmeri
- Turdoides rubiginosa
- Turdoides reinwardtii
- Turdoides tenebrosa
- Turdoides melanops
- Turdoides sharpei
- Turdoides squamulata
- Turdoides leucopygia
- Turdoides hartlaubii
- Turdoides bicolor
- Turdoides hypoleuca
- Turdoides hindei
- Turdoides leucocephala
- Turdoides plebejus
- Turdoides jardineii
- Turdoides gymnogenys
- Lioptilus nigricapillus
- Kupeornis gilberti
- Kupeornis rufocinctus
- Kupeornis chapini
- Parophasma galinieri
- Phyllanthus atripennis

## Paradoxornithidae
- Panurus biarmicus

## Aegithalidae
- Aegithalos caudatus

## Paridae
- Periparus ater
- Lophophanes cristatus
- Melaniparus leucomelas
- Melaniparus guineensis
- Melaniparus niger
- Melaniparus carpi
- Melaniparus albiventris
- Melaniparus leuconotus
- Melaniparus rufiventris
- Melaniparus funereus
- Melaniparus fringillinus
- Melaniparus fasciiventer
- Melaniparus thruppi
- Melaniparus griseiventris
- Melaniparus cinerascens
- Melaniparus afer
- Parus major
- Cyanistes teneriffae

## Sittidae
- Sitta europaea
- Sitta ledanti

## Tichodromidae
- Tichodroma muraria

## Certhiidae
- Certhia brachydactyla
- Salpornis spilonotus

## Remizidae
- Remiz pendulinus
- Anthoscopus punctifrons
- Anthoscopus musculus
- Anthoscopus parvulus
- Anthoscopus flavifrons
- Anthoscopus caroli
- Anthoscopus minutus
- Pholidornis rushiae

## Nectarinidae
- Deleornis fraseri
- Deleornis axillaris
- Anthreptes reichenowi
- Anthreptes anchietae
- Anthreptes gabonicus
- Anthreptes longuemarei
- Anthreptes orientalis
- Anthreptes neglectus
- Anthreptes aurantium
- Anthreptes seimundi
- Anthreptes rectirostris
- Anthreptes rubritorques
- Hedydipna collaris
- Hedydipna platura
- Hedydipna metallica
- Hedydipna pallidigaster
- Anabathmis reichenbachii
- Anabathmis hartlaubii
- Anabathmis newtonii
- Dreptes thomensis
- Anthobaphes violacea
- Cyanomitra verticalis
- Cyanomitra cyanolaema
- Cyanomitra alinae
- Cyanomitra oritis
- Cyanomitra bannermani
- Cyanomitra olivacea
- Cyanomitra obscura
- Cyanomitra veroxii
- Chalcomitra adelberti
- Chalcomitra fuliginosa
- Chalcomitra rubescens
- Chalcomitra amethystina
- Chalcomitra senegalensis
- Chalcomitra hunteri
- Chalcomitra balfouri
- Nectarinia bocagii
- Nectarinia purpureiventris
- Nectarinia tacazze
- Nectarinia kilimensis
- Nectarinia johnstoni
- Nectarinia famosa
- Drepanorhynchus reichenowi
- Cinnyris chloropygius
- Cinnyris minullus
- Cinnyris manoensis
- Cinnyris chalybeus
- Cinnyris neergaardi
- Cinnyris stuhlmanni
- Cinnyris prigoginei
- Cinnyris ludovicensis
- Cinnyris reichenowi
- Cinnyris afer
- Cinnyris regius
- Cinnyris rockefelleri
- Cinnyris mediocris
- Cinnyris moreaui
- Cinnyris pulchellus
- Cinnyris loveridgei
- Cinnyris mariquensis
- Cinnyris shelleyi
- Cinnyris congensis
- Cinnyris erythrocercus
- Cinnyris nectarinioides
- Cinnyris bifasciatus
- Cinnyris tsavoensis
- Cinnyris chalcomelas
- Cinnyris pembae
- Cinnyris bouvieri
- Cinnyris osea
- Cinnyris habessinicus
- Cinnyris coccinigastrus
- Cinnyris johannae
- Cinnyris superbus
- Cinnyris rufipennis
- Cinnyris oustaleti
- Cinnyris talatala
- Cinnyris venustus
- Cinnyris fuscus
- Cinnyris ursulae
- Cinnyris batesi
- Cinnyris cupreus

## Zosteropidae
- Speirops lugubris
- Speirops melanocephalus
- Speirops brunneus
- Speirops leucophoeus
- Zosterops senegalensis
- Zosterops poliogastrus
- Zosterops abyssinicus
- Zosterops pallidus
- Zosterops vaughani
- Zosterops ficedulinus
- Zosterops griseovirescens

## Promeropidae
- Promerops gurneyi
- Promerops cafer

## Oriolidae
- Oriolus oriolus
- Oriolus auratus
- Oriolus chlorocephalus
- Oriolus crassirostris
- Oriolus brachyrhynchus
- Oriolus monacha
- Oriolus larvatus
- Oriolus percivali
- Oriolus nigripennis

## Laniidae
- Lanius collurio
- Lanius isabellinus
- Lanius gubernator
- Lanius souzae
- Lanius excubitor
- Lanius meridionalis
- Lanius minor
- Lanius excubitoroides
- Lanius cabanisi
- Lanius dorsalis
- Lanius somalicus
- Lanius mackinnoni
- Lanius collaris
- Lanius newtoni
- Lanius nubicus
- Lanius senator
- Corvinella corvina
- Corvinella melanoleuca
- Eurocephalus rueppelli
- Eurocephalus anguitimens

## Malaconotidae
- Nilaus afer
- Dryoscopus gambensis
- Dryoscopus pringlii
- Dryoscopus cubla
- Dryoscopus senegalensis
- Dryoscopus angolensis
- Dryoscopus sabini
- Tchagra minutus
- Tchagra senegalus
- Tchagra australis
- Tchagra jamesi
- Tchagra tchagra
- Laniarius ruficeps
- Laniarius luehderi
- Laniarius brauni
- Laniarius amboimensis
- Laniarius liberatus
- Laniarius turatii
- Laniarius aethiopicus
- Laniarius bicolor
- Laniarius ferrugineus
- Laniarius barbarus
- Laniarius erythrogaster
- Laniarius atrococcineus
- Laniarius mufumbiri
- Laniarius atroflavus
- Laniarius funebris
- Laniarius leucorhynchus
- Laniarius fuelleborni
- Laniarius poensis
- Rhodophoneus cruentus
- Telophorus zeylonus
- Telophorus bocagei
- Telophorus sulfureopectus
- Telophorus olivaceus
- Telophorus multicolor
- Telophorus nigrifrons
- Telophorus kupeensis
- Telophorus viridis
- Telophorus dohertyi
- Malaconotus cruentus
- Malaconotus lagdeni
- Malaconotus gladiator
- Malaconotus blanchoti
- Malaconotus monteiri
- Malaconotus alius

## Prionopidae
- Prionops plumatus
- Prionops poliolophus
- Prionops alberti
- Prionops caniceps
- Prionops rufiventris
- Prionops retzii
- Prionops gabela
- Prionops scopifrons

## Dicruridae
- Dicrurus ludwigii
- Dicrurus atripennis
- Dicrurus adsimilis
- Dicrurus modestus

## Corvidae
- Garrulus glandarius
- Pica pica
- Zavattariornis stresemanni
- Pyrrhocorax pyrrhocorax
- Pyrrhocorax graculus
- Ptilostomus afer
- Corvus monedula
- Corvus splendens
- Corvus capensis
- Corvus frugilegus
- Corvus corone
- Corvus cornix
- Corvus albus
- Corvus ruficollis
- Corvus edithae
- Corvus rhipidurus
- Corvus albicollis
- Corvus crassirostris
- Corvus corax

## Sturnidae
- Acridotheres tristis
- Pastor roseus
- Sturnus vulgaris
- Sturnus unicolor
- Creatophora cinerea
- Lamprotornis nitens
- Lamprotornis chalybaeus
- Lamprotornis chloropterus
- Lamprotornis chalcurus
- Lamprotornis splendidus
- Lamprotornis ornatus
- Lamprotornis iris
- Lamprotornis purpureus
- Lamprotornis purpuroptera
- Lamprotornis caudatus
- Lamprotornis regius
- Lamprotornis mevesii
- Lamprotornis australis
- Lamprotornis acuticaudus
- Lamprotornis corruscus
- Lamprotornis superbus
- Lamprotornis hildebrandti
- Lamprotornis shelleyi
- Lamprotornis pulcher
- Lamprotornis purpureiceps
- Lamprotornis cupreocauda
- Cinnyricinclus leucogaster
- Spreo bicolor
- Spreo fischeri
- Spreo unicolor
- Spreo albicapillus
- Onychognathus morio
- Onychognathus tenuirostris
- Onychognathus fulgidus
- Onychognathus walleri
- Onychognathus blythii
- Onychognathus frater
- Onychognathus tristramii
- Onychognathus nabouroup
- Onychognathus salvadorii
- Onychognathus albirostris
- Onychognathus neumanni
- Poeoptera lugubris
- Poeoptera stuhlmanni
- Poeoptera kenricki
- Pholia sharpii
- Pholia femoralis
- Grafisia torquata
- Speculipastor bicolor
- Neocichla gutturalis
- Buphagus erythrorhynchus
- Buphagus africanus

## Passeridae
- Passer domesticus
- Passer hispaniolensis
- Passer castanopterus
- Passer moabiticus
- Passer iagoensis
- Passer insularis
- Passer motitensis
- Passer rufocinctus
- Passer shelleyi
- Passer cordofanicus
- Passer melanurus
- Passer griseus
- Passer swainsonii
- Passer gongonensis
- Passer suahelicus
- Passer diffusus
- Passer simplex
- Passer montanus
- Passer luteus
- Passer euchlorus
- Passer eminibey
- Petronia pyrgita
- Petronia superciliaris
- Petronia dentata
- Petronia petronia
- Carpospiza brachydactyla
- Montifringilla nivalis

## Ploceidae
- Bubalornis albirostris
- Bubalornis niger
- Dinemellia dinemelli
- Sporopipes frontalis
- Sporopipes squamifrons
- Plocepasser mahali
- Plocepasser superciliosus
- Plocepasser rufoscapulatus
- Plocepasser donaldsoni
- Histurgops ruficauda
- Pseudonigrita arnaudi
- Pseudonigrita cabanisi
- Philetairus socius
- Ploceus bannermani
- Ploceus batesi
- Ploceus nigrimentus
- Ploceus baglafecht
- Ploceus bertrandi
- Ploceus pelzelni
- Ploceus subpersonatus
- Ploceus luteolus
- Ploceus intermedius
- Ploceus ocularis
- Ploceus nigricollis
- Ploceus melanogaster
- Ploceus alienus
- Ploceus temporalis
- Ploceus capensis
- Ploceus subaureus
- Ploceus xanthops
- Ploceus princeps
- Ploceus aurantius
- Ploceus bojeri
- Ploceus castaneiceps
- Ploceus xanthopterus
- Ploceus castanops
- Ploceus burnieri
- Ploceus galbula
- Ploceus heuglini
- Ploceus taeniopterus
- Ploceus velatus
- Ploceus vitellinus
- Ploceus reichardi
- Ploceus katangae
- Ploceus ruweti
- Ploceus cucullatus
- Ploceus grandis
- Ploceus spekei
- Ploceus spekeoides
- Ploceus nigerrimus
- Ploceus weynsi
- Ploceus golandi
- Ploceus melanocephalus
- Ploceus dichrocephalus
- Ploceus jacksoni
- Ploceus badius
- Ploceus rubiginosus
- Ploceus aureonucha
- Ploceus tricolor
- Ploceus albinucha
- Ploceus bicolor
- Ploceus preussi
- Ploceus dorsomaculatus
- Ploceus nicolli
- Ploceus olivaceiceps
- Ploceus insignis
- Ploceus angolensis
- Ploceus sanctithomae
- Ploceus flavipes
- Pachyphantes superciliosus
- Malimbus coronatus
- Malimbus cassini
- Malimbus ballmanni
- Malimbus racheliae
- Malimbus scutatus
- Malimbus ibadanensis
- Malimbus erythrogaster
- Malimbus nitens
- Malimbus malimbicus
- Malimbus rubricollis
- Anaplectes rubriceps
- Brachycope anomala
- Quelea cardinalis
- Quelea erythrops
- Quelea quelea
- Euplectes afer
- Euplectes diadematus
- Euplectes gierowii
- Euplectes hordeaceus
- Euplectes franciscanus
- Euplectes orix
- Euplectes nigroventris
- Euplectes aureus
- Euplectes capensis
- Euplectes axillaris
- Euplectes macroura
- Euplectes albonotatus
- Euplectes ardens
- Euplectes hartlaubi
- Euplectes psammocromius
- Euplectes progne
- Euplectes jacksoni
- Amblyospiza albifrons

## Estrildidae
- Parmoptila rubrifrons
- Parmoptila jamesoni
- Parmoptila woodhousei
- Nigrita fusconotus
- Nigrita bicolor
- Nigrita luteifrons
- Nigrita canicapillus
- Nesocharis ansorgei
- Nesocharis shelleyi
- Nesocharis capistrata
- Pytilia afra
- Pytilia phoenicoptera
- Pytilia lineata
- Pytilia melba
- Pytilia hypogrammica
- Mandingoa nitidula
- Cryptospiza reichenovii
- Cryptospiza salvadorii
- Cryptospiza jacksoni
- Cryptospiza shelleyi
- Pyrenestes sanguineus
- Pyrenestes ostrinus
- Pyrenestes minor
- Spermophaga poliogenys
- Spermophaga haematina
- Spermophaga ruficapilla
- Clytospiza monteiri
- Hypargos niveoguttatus
- Hypargos margaritatus
- Euschistospiza dybowskii
- Euschistospiza cinereovinacea
- Lagonosticta rufopicta
- Lagonosticta nitidula
- Lagonosticta senegala
- Lagonosticta rara
- Lagonosticta rubricata
- Lagonosticta landanae
- Lagonosticta rhodopareia
- Lagonosticta virata
- Lagonosticta sanguinodorsalis
- Lagonosticta larvata
- Lagonosticta umbrinodorsalis
- Lagonosticta fuscocrissa
- Lagonosticta atricollis
- Uraeginthus angolensis
- Uraeginthus bengalus
- Uraeginthus cyanocephalus
- Granatina ianthinogaster
- Granatina granatinus
- Estrilda caerulescens
- Estrilda perreini
- Estrilda thomensis
- Estrilda paludicola
- Estrilda poliopareia
- Estrilda melpoda
- Estrilda rhodopyga
- Estrilda troglodytes
- Estrilda astrild
- Estrilda nigriloris
- Estrilda nonnula
- Estrilda atricapilla
- Estrilda kandti
- Estrilda erythronotos
- Estrilda charmosyna
- Coccopygia quartinia
- Coccopygia melanotis
- Amandava amandava
- Sporaeginthus subflavus
- Ortygospiza gabonensis
- Paludipasser locustella
- Euodice cantans
- Spermestes cucullatus
- Spermestes bicolor
- Spermestes fringilloides
- Odontospiza griseicapilla
- Padda oryzivora
- Amadina fasciata
- Amadina erythrocephala

## Viduidae
- Vidua chalybeata
- Vidua raricola
- Vidua larvaticola
- Vidua maryae
- Vidua nigeriae
- Vidua funerea
- Vidua codringtoni
- Vidua purpurascens
- Vidua wilsoni
- Vidua camerunensis
- Vidua hypocherina
- Vidua fischeri
- Vidua regia
- Vidua macroura
- Vidua togoensis
- Vidua interjecta
- Vidua paradisaea
- Vidua orientalis
- Vidua obtusa
- Anomalospiza imberbis

## Fringillidae
- Fringilla coelebs
- Fringilla teydea
- Fringilla montifringilla
- Neospiza concolor
- Linurgus olivaceus
- Rhynchostruthus socotranus
- Rhynchostruthus louisae
- Carpodacus erythrinus
- Carpodacus synoicus
- Loxia curvirostra
- Carduelis chloris
- Carduelis flammea
- Carduelis spinus
- Carduelis carduelis
- Carduelis cannabina
- Carduelis johannis
- Carduelis ankoberensis
- Serinus pusillus
- Serinus serinus
- Serinus syriacus
- Serinus canaria
- Serinus citrinella
- Serinus canicollis
- Serinus flavivertex
- Serinus nigriceps
- Serinus citrinelloides
- Serinus frontalis
- Serinus hyposticutus
- Serinus capistratus
- Serinus koliensis
- Serinus scotops
- Serinus leucopygius
- Serinus flavigula
- Serinus xantholaemus
- Serinus atrogularis
- Serinus reichenowi
- Serinus xanthopygius
- Serinus citrinipectus
- Serinus mozambicus
- Serinus donaldsoni
- Serinus buchanani
- Serinus dorsostriatus
- Serinus flaviventris
- Serinus sulphuratus
- Serinus reichardi
- Serinus albogularis
- Serinus gularis
- Serinus mennelli
- Serinus tristriatus
- Serinus striolatus
- Serinus whytii
- Serinus burtoni
- Serinus melanochrous
- Serinus rufobrunneus
- Serinus leucopterus
- Alario alario
- Alario leucolaemus
- Pseudochloroptila totta
- Pseudochloroptila symonsi
- Pyrrhula pyrrhula
- Coccothraustes coccothraustes
- Rhodopechys sanguineus
- Bucanetes githagineus
- Rhodospiza obsoletus

## Emberizidae
- Emberiza citrinella
- Emberiza cirlus
- Emberiza cia
- Emberiza cineracea
- Emberiza hortulana
- Emberiza caesia
- Emberiza sahari
- Emberiza striolata
- Emberiza impetuani
- Emberiza tahapisi
- Emberiza socotrana
- Emberiza capensis
- Emberiza vincenti
- Emberiza pusilla
- Emberiza rustica
- Emberiza aureola
- Emberiza flaviventris
- Emberiza poliopleura
- Emberiza affinis
- Emberiza cabanisi
- Emberiza melanocephala
- Emberiza schoeniclus
- Emberiza calandra[1]